# Le Castellard-Mélan
Le Castellard-Melan is een gemeente in het Franse departement Alpes-de-Haute-Provence in de regio Provence-Alpes-Côte d'Azur en maakt deel uit van het arrondissement Digne-les-Bains. De gemeente telde 62 inwoners op 1 januari 2022.

## Geografie
De oppervlakte van Le Castellard-Mélan bedraagt 25,74 vierkante kilometer; Op 1 januari 2022 was de bevolkingsdichtheid 2,4 inwoners per km².
De onderstaande kaart toont de ligging van Le Castellard-Mélan met de belangrijkste infrastructuur en aangrenzende gemeenten.

## Demografie
Onderstaande figuur toont het verloop van het inwonertal.
Vanwege een beveiligingsprobleem met de MediaWiki Graph-software is het momenteel niet mogelijk deze grafiek weer te geven. Zodra de software is bijgewerkt zal de grafiek vanzelf weer zichtbaar worden.